# Montifringilla nivalis
El gorrión alpino o gorrión nival (Montifringilla nivalis) es una especie de ave paseriforme de la familia Passeridae propia de las montañas de Eurasia. Habita en los biotopos montañosos por encima de los 1.500 m de altitud, distribuido por las cordilleras del continente, desde la península ibérica y todo el sur de Europa, por Asia central, hasta China occidental.

## Taxonomía
En 1760, el zoólogo francés Mathurin Jacques Brisson incluyó una descripción del gorrión alpino en su Ornithologie basada en un espécimen, pero sin especificar dónde había sido recolectado. Utilizó el nombre francés Le pinçon de neige ou la niverolle y el latín Fringilla nivalis. Aunque Brisson acuñó el nombre en latín, este no estaba conforme a la nomenclatura binominal y no fue reconocido por la Comisión Internacional de Nomenclatura Zoológica. Cuando el naturalista sueco Carlos Linneo actualizó su Systema naturæ en 1766 para la decimosegunda edición, añadió 240 especies que habían sido previamente descritas por Brisson. Una de estas era el gorrión alpino. Linneo incluyó una descripción breve, utilizando el nombre binominal Fringilla nivalis y citó el trabajo de Brisson. Linneo anotó la localización como "América". La ubicación fue posteriormente designada como "Suiza". El nombre específico nivalis significa en latín 'de nieve' o 'blanco nieve'. Esta especie se ubica ahora en el género Montifringilla, que fue creado por el ornitólogo alemán Christian Ludwig Brehm en 1828. Se reconocen siete subespecies:
- M. n. nivalis (Linnaeus, 1766) - Sur de Europa
- M. n. leucura (Bonaparte, 1855) - Sur y este de Turquía
- M. n. alpicola (Pallas, 1811) - El Cáucaso y norte de Irán y Afganistán
- M. n. gaddi (Zarudny & Loudon, 1904) - Sudoeste de Irán
- M. n. tianshanica (Keve-Kleiner, 1943) - Este de Kazajistán y norte de Tayikistán
- M. n. grougrzimaili (Zarudny & Loudon, 1904) - Noroeste de China a Mongolia central
- M. n. kwenlunensis (Bianchi, 1908) - Oeste central de China y norte del Tibet

## Descripción
El gorrión alpino es un gorrión rechoncho de 16.5 - 19 cm (6.5 - 7.5 pulg) de largo. Tiene la parte superior café, parte inferior blanca, y cabeza gris. Tiene un panel alar estrecho de color blanco. En verano, el pico es negro, y tiene un babero negro. El babero se pierde en invierno y el pico se vuelve amarillo.  Los sexos son similares.
En vuelo, muestra alas negras con grandes paneles alares blancos, y una cola blanca con bordes negros. Esta ave tiene un canto avriado compuesto de trinos, y una variedad de reclamos chirriantes.

## Distribución y hábitats
Es una especie residente en montañas peladas sobre los 1,500 m en el sur de Europa:  Pirineos, Alpes, Córcega y Balcanes, y en Asia central hasta el oeste de China. Anida en grietas o madrigueras de roedores. La puesata se compone de 3 o 4 huevos.

## Conducta
La comida del gorrión alpino es, principalmente, semillas con algunos insectos. Es intrépido, y buscará comida alrededor de estaciones de esquí. Es duro, y raramente desciende abajo de 1,000 m, aun en clima invernal duro. 

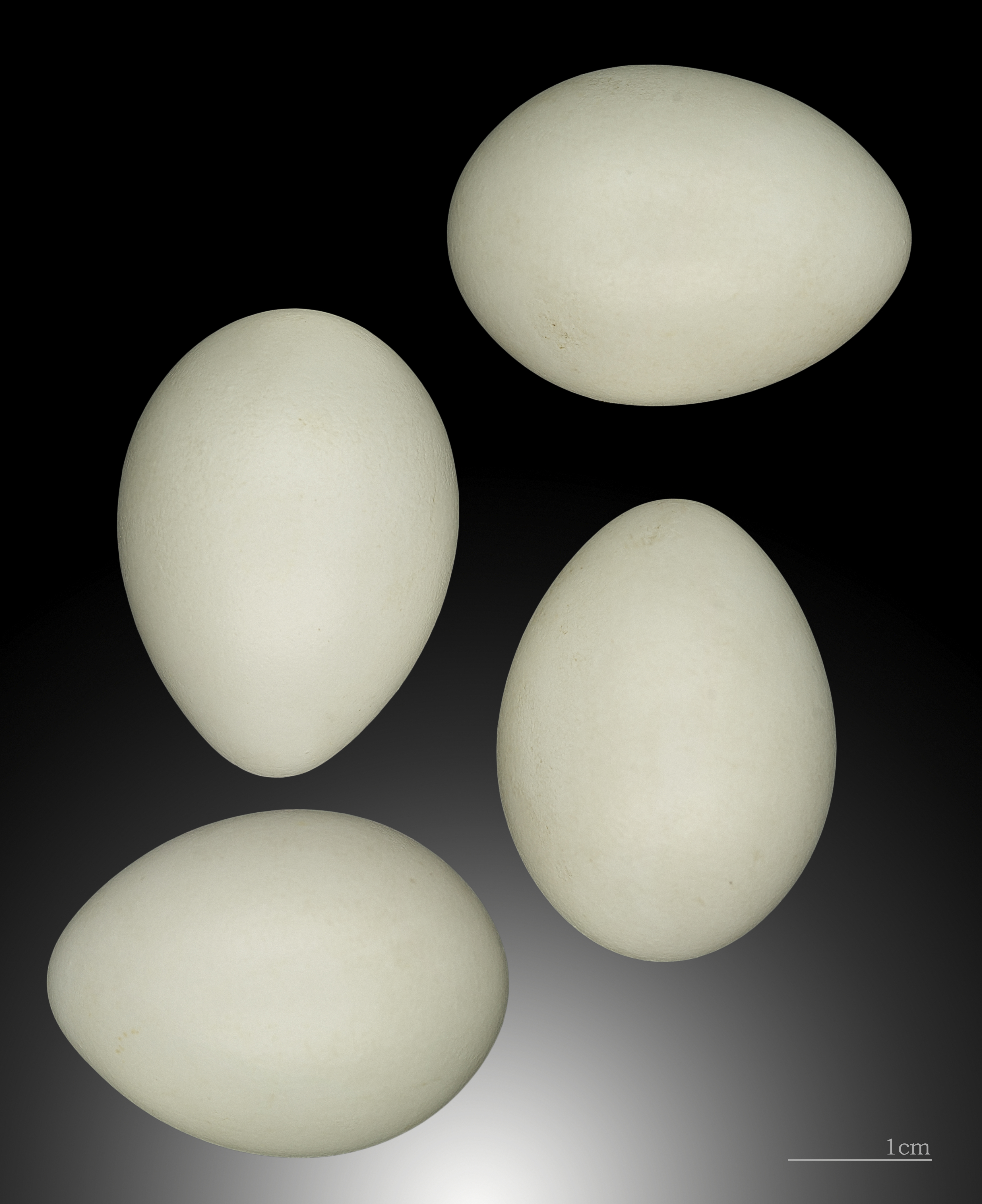
Huevos de Montifringilla nivalis.